# Селище 1-го відділення радгоспу «Старокріушанський»
Селище 1-го відділення радгоспу «Старокріушанський» (рос. Посёлок 1-го отделения совхоза «Старокриушанский») — селище у Петропавловському районі Воронезької області Російської Федерації.
Населення становить 11 осіб. Входить до складу муніципального утворення Старокриушанське сільське поселення.

## Історія
Населений пункт розташований у межах суцільної української етнічної території, частини Східної Слобожанщини. До Перших визвольних змагань належав до Воронезької губернії.
Згідно із законом від 15 жовтня 2004 року входить до складу муніципального утворення Старокриушанське сільське поселення.

## Населення
| 2010 |
| ---- |
| 11   |